# Neomysis
Neomysis is een geslacht van aasgarnalen uit de familie van de Mysidae.

## Soorten
- Neomysis americana (S.I. Smith, 1873) (Amerikaanse aasgarnaal)
- Neomysis awatschensis (Brandt, 1851)
- Neomysis czerniavskii Derzhavin, 1913
- Neomysis ilyapai Holmquist, 1957
- Neomysis integer (Leach, 1814) (Brakwateraasgarnaal)
- Neomysis japonica Nakazawa, 1910
- Neomysis kadiakensis Ortmann, 1908
- Neomysis mercedis Holmes, 1896
- Neomysis meridionalis Colosi, 1924
- Neomysis mirabilis (Czerniavsky, 1882)
- Neomysis monticellii Colosi, 1924
- Neomysis nigra Nakazawa, 1910
- Neomysis orientalis Ii, 1964
- Neomysis patagona Zimmer, 1907
- Neomysis rayii (Murdoch, 1885)
- Neomysis sopayi Holmquist, 1957
- Neomysis spinosa Nakazawa, 1910